# Crêt au Merle
Le crêt au Merle est un sommet du massif du Jura situé à la limite entre les départements du Jura et de l'Ain. Il culmine à une altitude de 1 448 m.